# Auxine
Le auxine sono una classe di ormoni vegetali (o regolatori di crescita) con alcune caratteristiche morfogene. Le auxine hanno un ruolo centrale nel coordinamento di molti processi di crescita e comportamentali nel ciclo di vita della pianta e sono essenziali per lo sviluppo morfologico della pianta. Le auxine e il loro ruolo sono state descritte per la prima volta dal biologo olandese Frits Warmolt Went.
Kennedy V. Thimann fu il primo ad isolare uno di questi fitormoni e determinare la struttura chimica come l’acido indol-3-acetico (IAA).

## Storia
- C. Darwin, F. Darwin, 1881, The Power of Movement in Plants - In questo libro riferisce di alcune sue osservazioni: la luce unidirezionale provoca l'inclinazione del germoglio verso di essa. Coprendo con un involucro l'apice del coleottile il germoglietto non si inclina; questo non si verifica se si copre la base del coleottile, lasciando scoperto l'apice. Ipotesi: nella regione dell'apice del germoglio, viene prodotto un segnale di crescita che viaggiando lungo il germoglio provoca l'allungamento differenziato delle cellule.
- Fitting 1907 - Tenta di capire se il segnale viaggia da un lato particolare del germoglio.
- P.Boysen-Jensen 1910 - Ipotizza che il segnale di crescita sia un composto chimico.
- A.Paal 1918 - Dimostrazione che il fattore di allungamento delle cellule viene prodotto dalla punta del coleottile.
- Soding 1925 - Ampliamento delle conoscenze sul composto chimico.
- F.W.Went 1926 - Dimostrazione definitiva che l'induttore della crescita è un composto chimico. 1928 - test di curvatura dell'avena per valutare la quantità di auxina.
- Kogl Haagen Smit Thirmann 1931 - Scoprono che l'auxina è l'acido 3-indoloacetico.

## Recettori per l'auxina, trasduzione del segnale e risposte fisiologiche
L'auxina necessita di recettori cellulari specifici ai quali legarsi per indurre una trasduzione del segnale che determini risposte biochimiche e genetiche della cellula bersaglio. Utilizzando auxina marcata radioattivamente si notò che la maggior parte della radioattività di cellule trattate con auxina proveniva dal reticolo endoplasmatico, mentre soltanto una minima parte proveniva dalla membrana plasmatica e dalla membrana del vacuolo. Ciò fece ipotizzare che il recettore di questo ormone fosse sul RE. Tuttavia, trattando cellule vegetali con auxina complessata con la proteina albumina in modo tale da formare molecole troppo grandi per attraversare la membrana plasmatica, si notò che la cellula rispondeva comunque alla presenza di auxina. Necessariamente quindi esiste un recettore di membrana per tali ormoni. Il recettore legato all'acido indol-3-acetico fu cristallizzato e chiamato "ABP1" (Auxin Binding Protein 1). Di fatto non è noto come proceda la trasduzione del segnale di ABP1. Tuttavia è noto che il legame tra recettore e ligando determina la creazione di un gradiente protonico all'esterno della cellula vegetale indotto dalle pompe H+ATPasiche di membrana. Gli ioni H+ attivano enzimi chiamati espansine i quali rompono parte dei legami a idrogeno che ancorano le emicellulose -ponti zuccherini tra microfibrille di cellulosa- alle microfibrille stesse, determinando un'"allentamento" della parete cellulare. Le pompe H+ATPasiche della membrana vacuolare, invece, pompano ioni H+ all'interno del vacuolo, l'acqua segue per osmosi e si genera un aumento della pressione interna della cellula, che determina l'aumento delle dimensioni della stessa. Tale fenomeno viene definito Crescita acida. Non è noto se il legame IAA-ABP1 aumenti l'efficacia delle pompe o se induca la trascrizione dei geni che codificano per esse.
Evidenze sperimentali dimostrano che l'auxina è anche in grado di legarsi a recettori intracellulari e determinare la degradazione di proteine che funzionano da repressori della trascrizione dei geni coinvolti nella risposta al segnale. Infatti, piante mutanti per i geni TIR e AXR1 che codificano per dei domini proteici delle macrostrutturre E3 ed E1,(ubiquitine ligasi che determinano la degradazione di proteine target tramite la via ubiquitina-proteasoma) presentano fenotipo nano. 
Dai suddetti studi è emerso che il dominio TIR dell'enzima E3, il quale lega la proteina target da ubiquitinare e mandare al proteasoma, è anche un recettore per le auxine. TIR possiede un sito attivo la cui parte apicale lega la proteina target, mentre la parte più profonda non riesce a stabilire contatti con essa. Tuttavia la cavità profonda del sito attivo lega l'auxina. In assenza di auxina il target instaura poche interazioni con la porzione superiore del sito attivo di TIR, mentre con l'auxina il target instaura interazioni sia con la porzione superiore sia con l'ormone stesso legato più in profondità. Ciò determina un legame stabile.
Le proteine target degradate dal signaling delle auxine sono quelle appartenenti alla famiglia AUX/IAA. Tali proteine inattivano i fattori di trascrizione ARF. Una volta degradate, i fattori di trascrizioni ARF possono dimerizzare e trascrivere i geni di risposta all'ormone.
Molti geni sono trascritti come ad esempio SAUR, GH, geni di sintesi dell'etilene ecc. Non si conosce la funzionalità della maggior parte di questi geni.
Essendo il profilo di trascrizione del signaling dell'auxina molto ampio, le risposte fisiologiche vegetali sono varie:
- Crescita acida per distensione delle pareti cellulari
- Fototropismo
- Gravitropismo
- Crescita delle radici laterali
- Divisione cellulare delle cellule del meristema apicale radicale
- Ramificazione dei vasi
- induzione sintesi dell'etilene

Fototropismo positivo: quando una pianta presenta parte del fusto esposto alla luce e parte esposto all'ombra, il fusto ombreggiato cresce di più, in modo tale da piegare la pianta verso la fonte luminosa. Ciò è determinato da un accumulo maggiore di auxina nel fusto ombreggiato tramite trasporto mediato da proteine.
Gravitropismo: risposta della pianta alla gravità. Se la radice di una pianta è perfettamente verticale l'auxina trasportata alla cuffia radicale si distribuisce equamente in tutte le cellule della cuffia. Ciò induce la sintesi di etilene che blocca la crescita della radice. Se invece la radice non cresce in maniera verticale ma lateralmente, allora l'auxina si distribuirà maggiormente sul lato basale della cuffia anziché su quello laterale superiore. In basso quindi si avrà una maggiore sintesi di etilene, in alto minore sintesi. Dato che l'etilene blocca la crescita, la parte superiore della radice crescerà più in fretta e determinerà un ripiegamento della radice verso il basso.

## Generalità sulla struttura chimica
La molecola dei composti con proprietà auxiniche, è caratterizzata dalla presenza di un anello ciclico (le molecole alifatiche, sono inattive). Possiedono almeno un doppio legame nell'anello ciclico.
Gruppo funzionale carbossilico {\displaystyle (-COOH)} o altro funzionalmente analogo.
La catena laterale influisce sull'attività della molecola; la più attiva è la catena acetica {\displaystyle -CH_{2}-COOH}
| Alcune auxine naturali                 |                                                                                                |
| molecola di acido indolo-3-acetico     | Acido Indolo-3-acetico (IAA) Fu la prima molecola isolata del gruppo delle auxine              |
| molecola di acido-4-cloindol-3-acetico | Acido 4-cloiroindol-3-acetico (4-Cl-IAA) (Cloroauxine) scoperte negli anni 70 nelle leguminose |
| molecola di acido fenilacetico         | Acido fenilacetico (PAA)                                                                       |

## Biosintesi e metabolismo dell'auxina
Sono note alcune vie metaboliche che portano alla biosintesi dell'auxina. (IAA)
1. Via triptofano-dipendente nelle piante e nei batteri
2. Via triptofano-indipendente nelle piante

| Sintesi dell'auxina (IAA), vie triptofano dipendenti |                                                          |
| 1. Triptofano → Acido indol-3-piruvico → Indol-3-acetaldeide → IAA 2. Triptofano → Triptamina → Indol-3-acetaldeide → IAA 3. Triptofano → Indol-3-acetaldossima → Indol-3 -acetonitrile → IAA 4. Triptofano → Indol-3-acetammide → IAA |                                                          |
| Sintesi dell'auxina (IAA), vie triptofano indipendenti |                                                          |
| 1. Indol-3-glicerolo fosfato → Serina+indolo → Indol-3-acetonitrile → IAA 2. Indol-3-glicerolo fosfato → Serina+indolo → acido indol-3-piruvico → IAA                                                                                  |                                                          |
| Schema della via metabolica N°1 per la biosintesi dell'auxina |                                                          |
| rappresentazione della sintesi dell'auxina | Tripofano: l'amminoacido precursore della via metabolica |
| rappresentazione della sintesi dell'auxina | Triptofano transamminasi                                 |
| rappresentazione della sintesi dell'auxina | Acido indol-3-piruvico (IPA)                             |
| rappresentazione della sintesi dell'auxina | IPA decarbossilasi                                       |
| rappresentazione della sintesi dell'auxina | Indol-3-acetaldeide                                      |
| rappresentazione della sintesi dell'auxina | Indol-3-acetaldeide deidrogenasi                         |
| rappresentazione della sintesi dell'auxina | Acido indol-3-acetico (IAA)                              |

## Il catabolismo dell'auxina
| Vie di degradazione dell'auxina (IAA) |
| 1. IAA → Acido ossindol-3-acetico (via secondaria) 2. IAA → Indol-3-acetilaspartato → Diossindol-3-acetilaspartato → Acido ossindol-3-acetico 3. IAA → 3-metilene ossindolo (per azione della perossidasi) |

## Il trasporto
L'auxina fluisce verso il basso; passando all'interno di cellule contigue e sfruttando meccanismi di trasporto specifici; oppure attraverso il tessuto vascolare floematico.
Il trasporto non avviene con velocità costante ma è soggetto a regolazione in funzione del grado di sviluppo del vegetale ed in risposta agli stimoli ambientali; sono due le principali proteine coinvolte in tale funzione: 
1. Proteina trasportatrice in entrata (AUX1)
2. Proteina trasportatrice in uscita (PIN1)

Le proteine PIN1, sono localizzate nella membrana plasmatica, e concentrate nella parte inferiore della stessa; ciò può spiegare il flusso polare dell'IAA.
- Trattando la cellula con acido 2,3,5-triiodobenzoico (TIBA) o con altro inibitore del deflusso di auxina, si è visto come questo abbia molteplici effetti sulle proteine di trasporto.
- Le proteine PIN1 non sono statiche nella membrana plasmatica, ma soggette ad un processo altamente dinamico, ad una circolazione fra membrana plasmatica e un compartimento situato nel citoplasma. TIBA inibisce tali spostamenti ciclici e blocca il deflusso dell'auxina; ciò indica l'aspetto essenziale di tale circolazione.
- I filamenti di actina hanno un ruolo importante nella circolazione delle proteine trasportatrici (PIN1). Gli inibitori che distruggono il legame fra PIN1 (o delle vescicole nelle quali sono contenute) e i filamenti provoca il blocco della secrezione di auxina; gli stessi effetti si ottengono con sostanze che alterano o rompono i filamenti stessi.

In figura 1 viene riportato un modello attuale, rielaborato e semplificato, del meccanismo di trasporto dell'auxina..
| schema del trasporto dell'auxina | Figura 1: Modello del meccanismo di trasporto dell'auxina (IAA) - Legenda: 1. Parete cellulare 2. Apoplasto 3. Nucleo 4. Canale ionico H+ 5. Membrana plasmatica 6. Vacuolo 7. PIN1 proteina di trasporto in uscita dell'IAA 8. Filamenti di actina 9. Compartimento cellulare 10. AUX1 proteina di trasporto in entrata dell'IAA |

## Le auxine sintetiche
Una sintesi degli impieghi delle auxine sintetiche:
- Induzione dell'iniziazione delle radici nelle talee influendo sul differenziamento delle cellule del floema secondario più giovane e sul cambio; vengono utilizzate in floricoltura nella riproduzione per talea.
- In agronomia per indurre allegagione e maturazione dei frutti.
- Come agenti diradanti e anticascola dei frutti in fase di maturazione; soprattutto nel pero e melo.
- In agricoltura, come erbicidi e fungicidi.
- Per modificare il colore e l'aspetto dei frutti.
- Come fitoregolatori, modificando il ritmo e il periodo di crescita.
- Nelle tecniche di micropropagazione.

| Alcune auxine sintetiche                        | |
| molecola di acido 2,4,5-triclorofenossi acetico | Acido 2,4,5-triclorofenossi acetico (2,4,5-T) Principio attivo utilizzato per mitigare la cascola precoce dei frutti in via di maturazione. |
| molecola di acido-2,4-diclorofenossiacetic      | Acido-2,4-diclorofenossiacetico (2,4-D) Utilizzato per mitigare la cascola precoce dei frutti in via di maturazione.                        |
| molecola di acido indol-3-butirrico             | Acido indol-3-butirrico (IBA) È il principio attivo più utilizzato in floricoltura e nella riproduzione per talea.                          |
| molecola di acido α-naftalen acetico            | Acido α-naftalen acetico (α-NAA) Utilizzato sul melo e pero come diradanti e anticascola.                                                   |

## I metodi di studio
| Analisi qualitative e quantitative degli ormoni vegetali |                       |                                                        |
| N°                                                       | Metodica              | Note                                                   |
| .1                                                       | Dosaggi biologici     | Misura della curvatura o della crescita del coleoptile |
| .2                                                       | Metodi chimico-fisici | Gas cromatografia (GC), HPLC                           |
| .3                                                       | Metodi immunologici   | Radioimmunoassay (RIA)                                 |

Per ulteriori informazioni vedere l'articolo fitormoni (ormoni vegetali)